# Lygocoris
Lygocoris är ett släkte av insekter. Lygocoris ingår i familjen ängsskinnbaggar.

## Bildgalleri

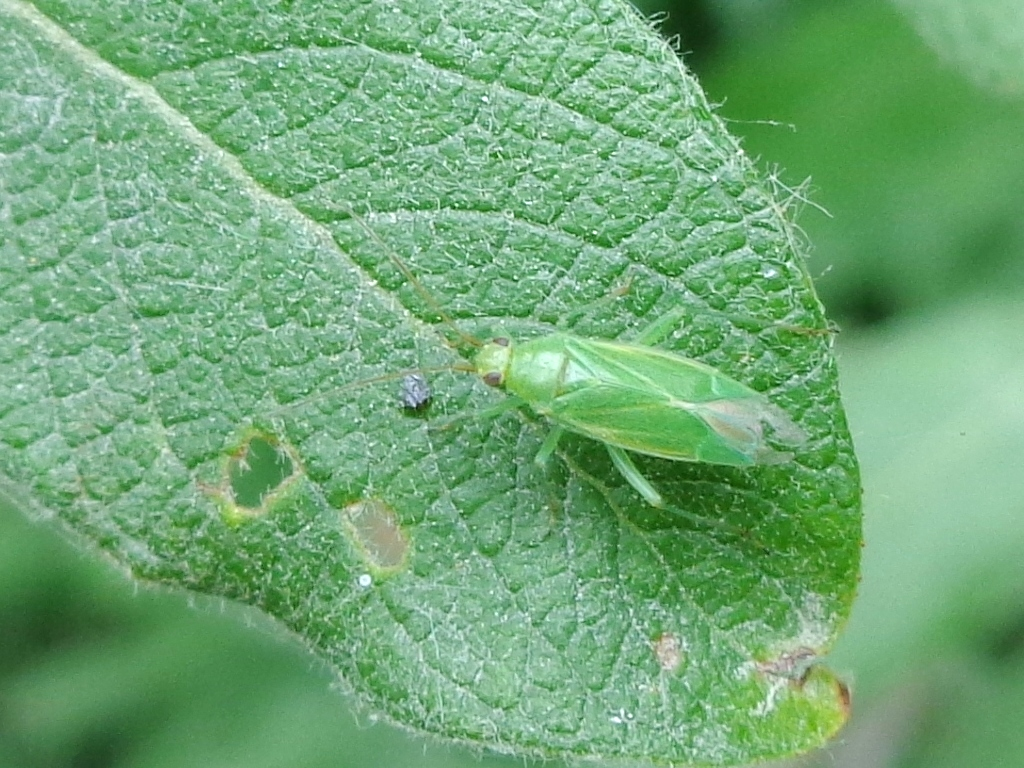
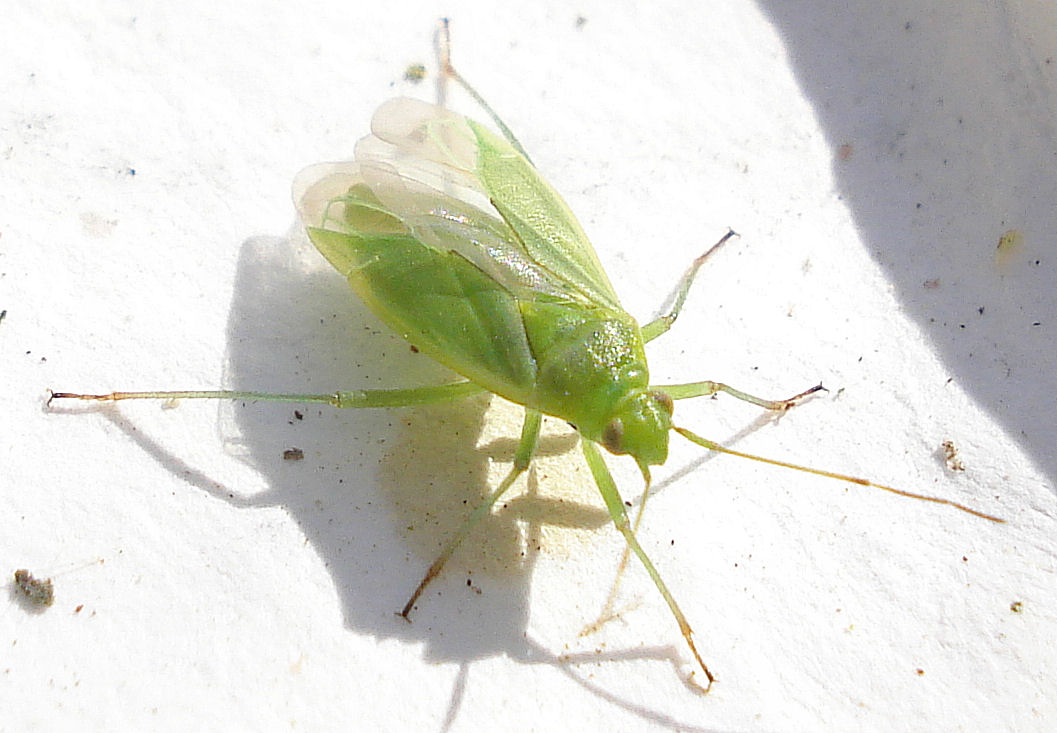
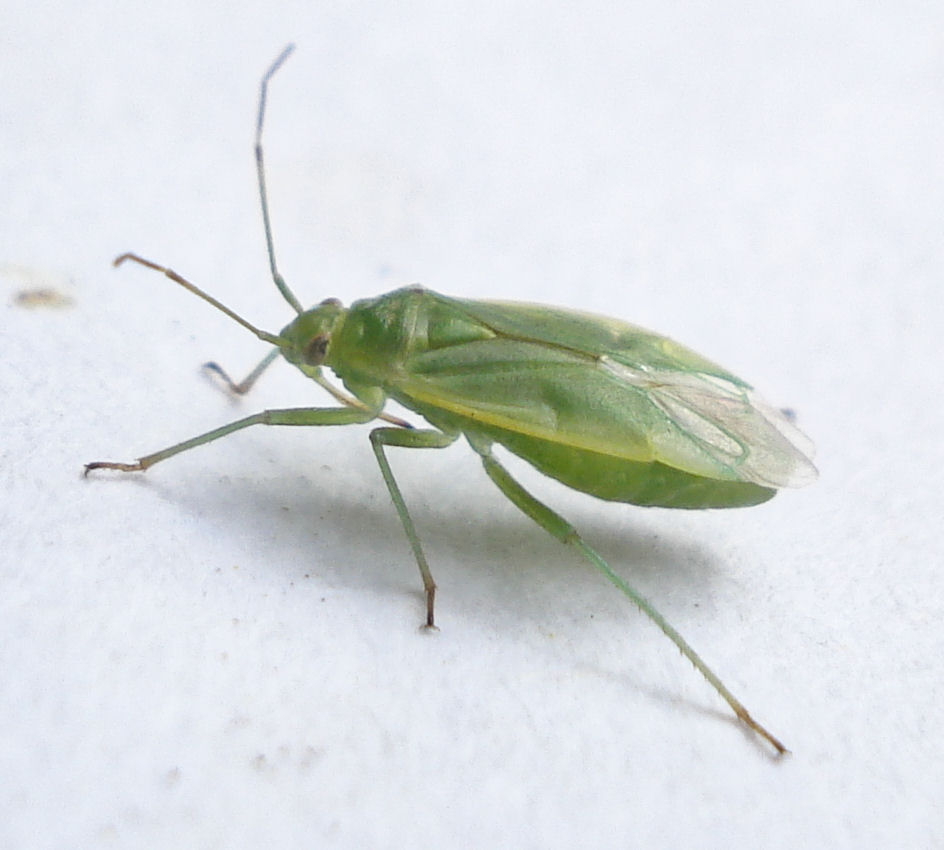
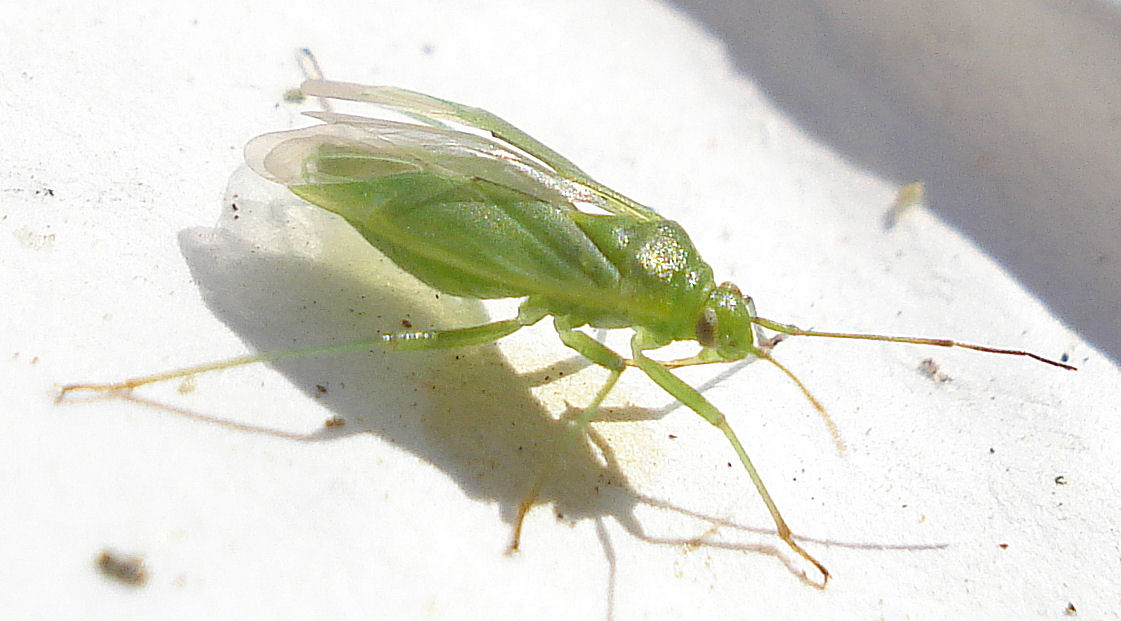
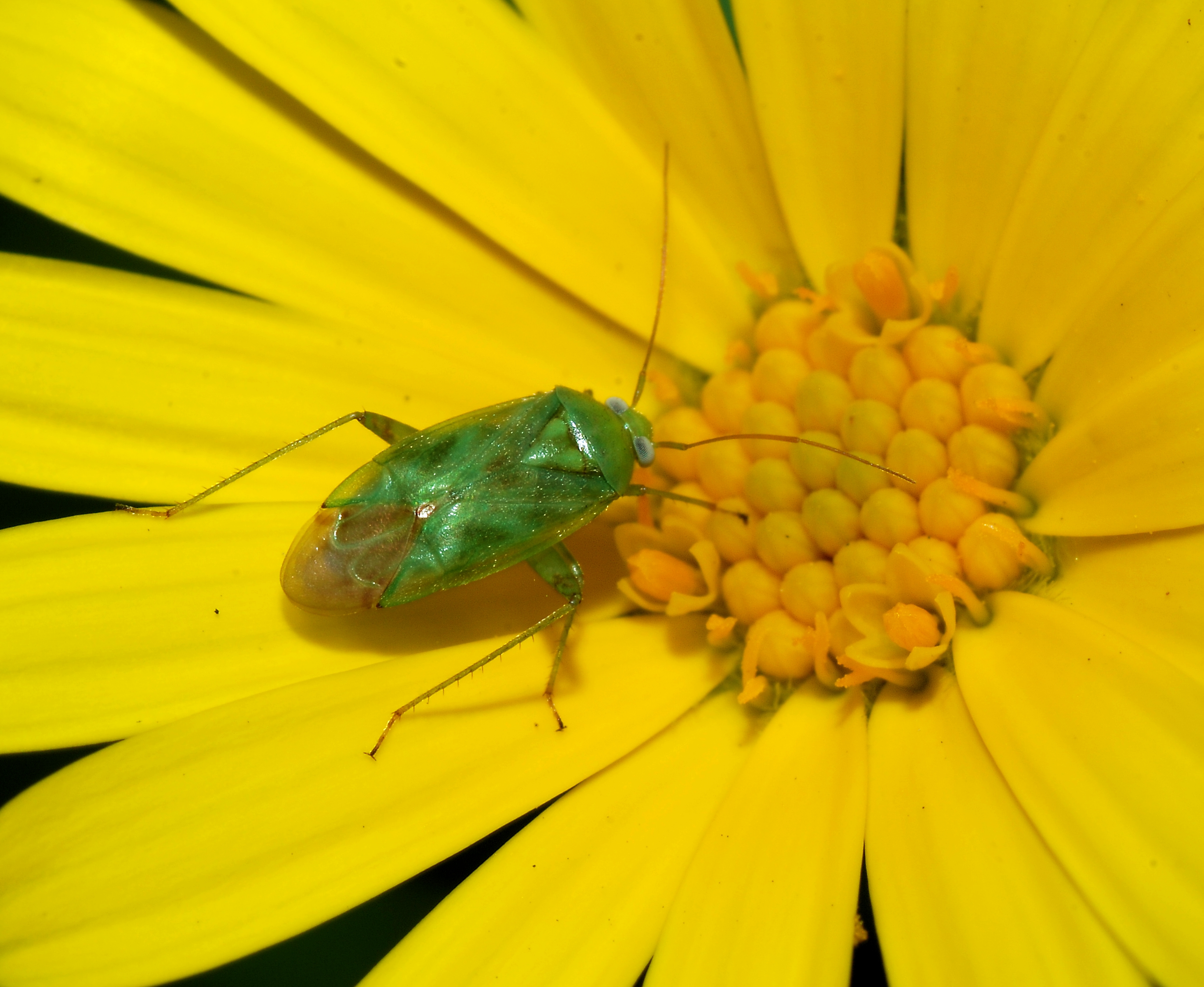
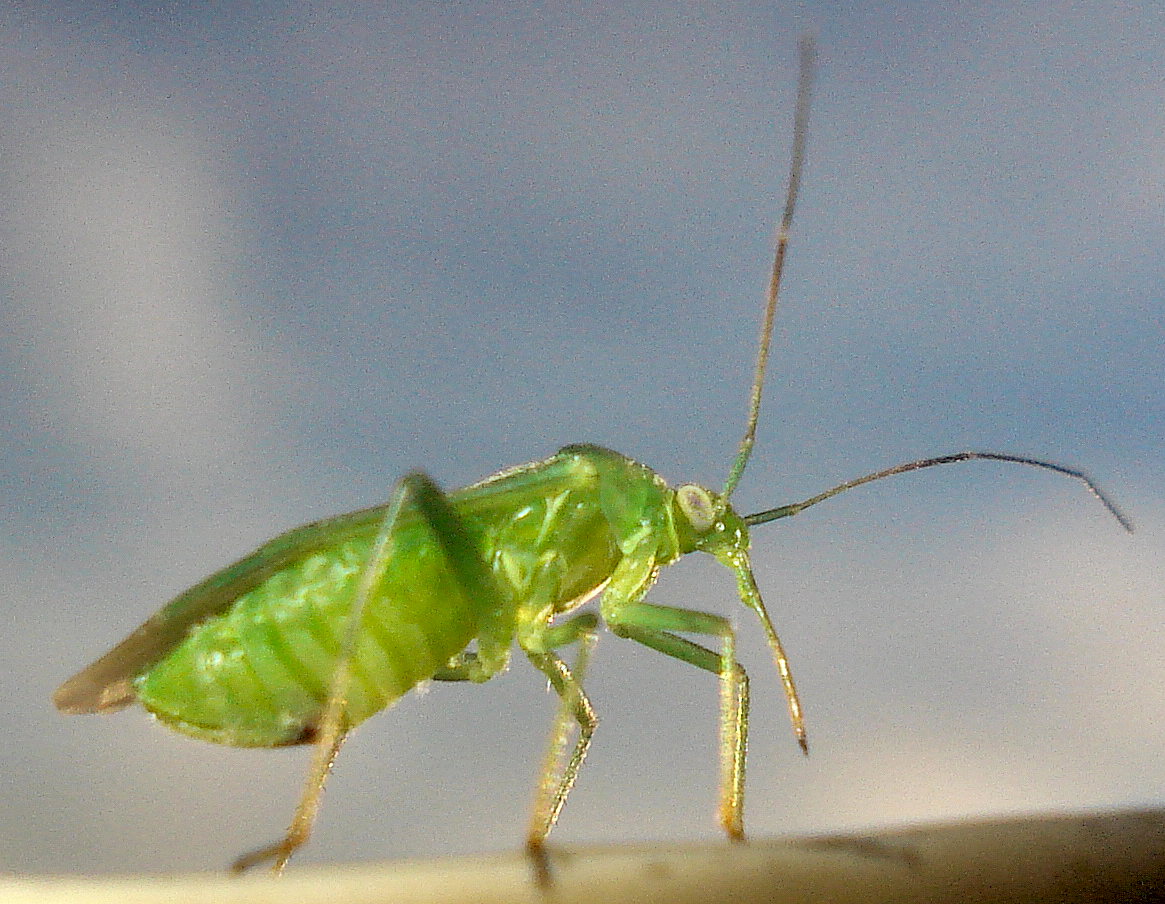

## Dottertaxa tillLygocoris, i alfabetisk ordning[1][2]
- Lygocoris aesculi
- Lygocoris alni
- Lygocoris atricallus
- Lygocoris atrinotatus
- Lygocoris atritylus
- Lygocoris belfragii
- Lygocoris betulae
- Lygocoris canadensis
- Lygocoris carpini
- Lygocoris caryae
- Lygocoris clavigenitalis
- Lygocoris communis
- Lygocoris contaminatus
- Lygocoris deraeocorides
- Lygocoris fagi
- Lygocoris geminus
- Lygocoris geneseensis
- Lygocoris hirticulus
- Lygocoris inconspicuus
- Lygocoris invitus
- Lygocoris johnsoni
- Lygocoris knighti
- Lygocoris laureae
- Lygocoris lucorum
- Lygocoris neglectus
- Lygocoris nyssae
- Lygocoris omnivagus
- Lygocoris ostryae
- Lygocoris pabulinus
- Lygocoris parrotti
- Lygocoris parshleyi
- Lygocoris piceicola
- Lygocoris quercalbae
- Lygocoris rugicollis
- Lygocoris semivittatus
- Lygocoris tiliae
- Lygocoris tinctus
- Lygocoris univittatus
- Lygocoris walleyi
- Lygocoris viburni
- Lygocoris viridis
- Lygocoris vitticollis